# Ingarüne
Ingarüne (Ingarune, Ingarïna, Ingariyâna), pleme karipskih Indijanaca sa sjevera brazilske države Pará, nastanjeni na rijekama Rio Cuminapanema i Paru de Oeste. Po jeziku su srodni plemenu Arikêna (Warikyana), odnosno njihovoj skupini Kachuyana. Ima ih oko stotinu ().

## Vanjske poveznice
- Kaxúyana  Arhivirana inačica izvorne stranice od 16. prosinca 2007. (Wayback Machine)